# Isak Ssewankambo
Isak Ssali Ssewankambo, född 27 februari 1996 i Angereds församling i Göteborg, är en svensk fotbollsspelare.

## Karriär
Ssewankambo började spela fotboll i Lärje-Angereds IF som femåring. Mellan 9 och 11 års ålder spelade han för IFK Göteborg, men återvände därefter till Lärje-Angered. Som 14-åring lämnade han sin moderklubb för engelska Chelsea.
Den 31 juli 2014 skrev Ssewankambo på ett ettårskontrakt med option på ytterligare ett år med nederländska NAC Breda.
Den 2 januari 2015 bröt Ssewankambo kontraktet med NAC Breda tack vare en klausul och gick som så kallad bosman till engelska Derby County.
Inför säsongen 2018 lånades han ut till Malmö FF på ett låneavtal fram till sommaren. Den 13 juli 2018 meddelade MFF att Ssewankambo lämnade klubben i samband med att hans låneavtal gick ut.
Inför säsongen 2019 skrev Ssewankambo på ett treårskontrakt med Östersunds FK.
Den 31 mars 2022 skrev Ssewankambo på ett korttidskontrakt med IK Sirius.
Inför säsongen 2023 skrev Ssewankambo på ett tvåårskontrakt med IFK Norrköping